# Distretto di Nagykanizsa
Il distretto di Nagykanizsa (in ungherese Nagykanizsai járás) è un distretto dell'Ungheria, situato nella provincia di Zala.